# Ethnikos Achna
Ethnikos Achna (Grieks: Εθνικός Άχνας) is een Cypriotische voetbalclub uit het dorpje Achna.
Het team is in 1967 opgericht en speelde tot 1983 in de Cypriotische tweede divisie. Tussen 1983 en 1992 speelde het team afwisselend in de hoogste en tweede divisie. Vanaf 1992 speelt het team in de A Divizion, de hoogste Cypriotische divisie. De beste nationale prestaties zijn een vierde plek in de A Divizion (in 94/95, 97/98 en 06/07) en verliezend finalist in de bekercompetitie (2002).

## Erelijst
- Cypriotische Tweede Divisie

1986, 1992, 2019
- UEFA Intertoto Cup

2006 (een van de elf)

## Ethnikos in Europa
#Q = #kwalificatieronde, #R = #ronde, T/U = Thuis/Uit, W = Wedstrijd, PUC = punten UEFA coëfficiënten.
Uitslagen vanuit gezichtspunt Ethnikos Achna
| Seizoen | Competitie    | Ronde | Land                     | Club                              | Totaalscore | 1e W    | 2e W    | PUC |
| ------- | ------------- | ----- | ------------------------ | --------------------------------- | ----------- | ------- | ------- | --- |
| 1998    | Intertoto Cup | 1R    | Vlag van Zweden          | Örgryte IS                        | 2-5         | 2-1 (T) | 0-4 (U) | 0.0 |
| 2003    | Intertoto Cup | 1R    | Vlag van Hongarije       | Győri ETO FC                      | 3-3 u       | 1-1 (U) | 2-2 (T) | 0.0 |
| 2004    | Intertoto Cup | 1R    | Vlag van Noord-Macedonië | FK Vardar Skopje                  | 2-10        | 1-5 (T) | 1-5 (U) | 0.0 |
| 2006    | Intertoto Cup | 1R    | Vlag van Albanië         | Partizan Tirana                   | 5-4         | 4-2 (T) | 1-2 (U) | 0.0 |
|         |               | 2R    | Vlag van Kroatië         | NK Osijek                         | 2-2 u       | 2-2 (U) | 0-0 (T) | 0.0 |
|         |               | 3R    | Vlag van Israël          | Maccabi Petach Tikwa              | 4-3         | 2-0 (U) | 2-3 (T) | 0.0 |
| 2006/07 | UEFA Cup      | 2Q    | Vlag van België          | KSV Roeselare                     | 6-2         | 1-2 (U) | 5-0 (T) | 2.0 |
|         |               | 1R    | Vlag van Frankrijk       | RC Lens                           | 1-3         | 0-0 (T) | 1-3 (U) | 2.0 |
| 2007    | Intertoto Cup | 1R    | Vlag van Noord-Macedonië | FK Makedonija Ğorče Petrov Skopje | 1-2         | 1-0 (T) | 0-2 (U) | 0.0 |
| 2008    | Intertoto Cup | 1R    | Vlag van Albanië         | KS Besa Kavajë                    | 1-1 u       | 0-0 (U) | 1-1 (T) | 0.0 |

Totaal aantal punten voor UEFA coëfficiënten: 2.0
Zie ook
- Deelnemers UEFA-toernooien Cyprus
- Ranglijst van alle clubs die in de diverse Europa Cups zijn uitgekomen

## Bekende (oud-)spelers
- Lucas Bijker
- Emmerik De Vriese
- René Klomp
- Saša Stojanović

## Bekende (oud-)trainers
- Stéphane Demol
- Emmanuel Kenmogne
- Cedomir Janevski